# Zamenhoftag

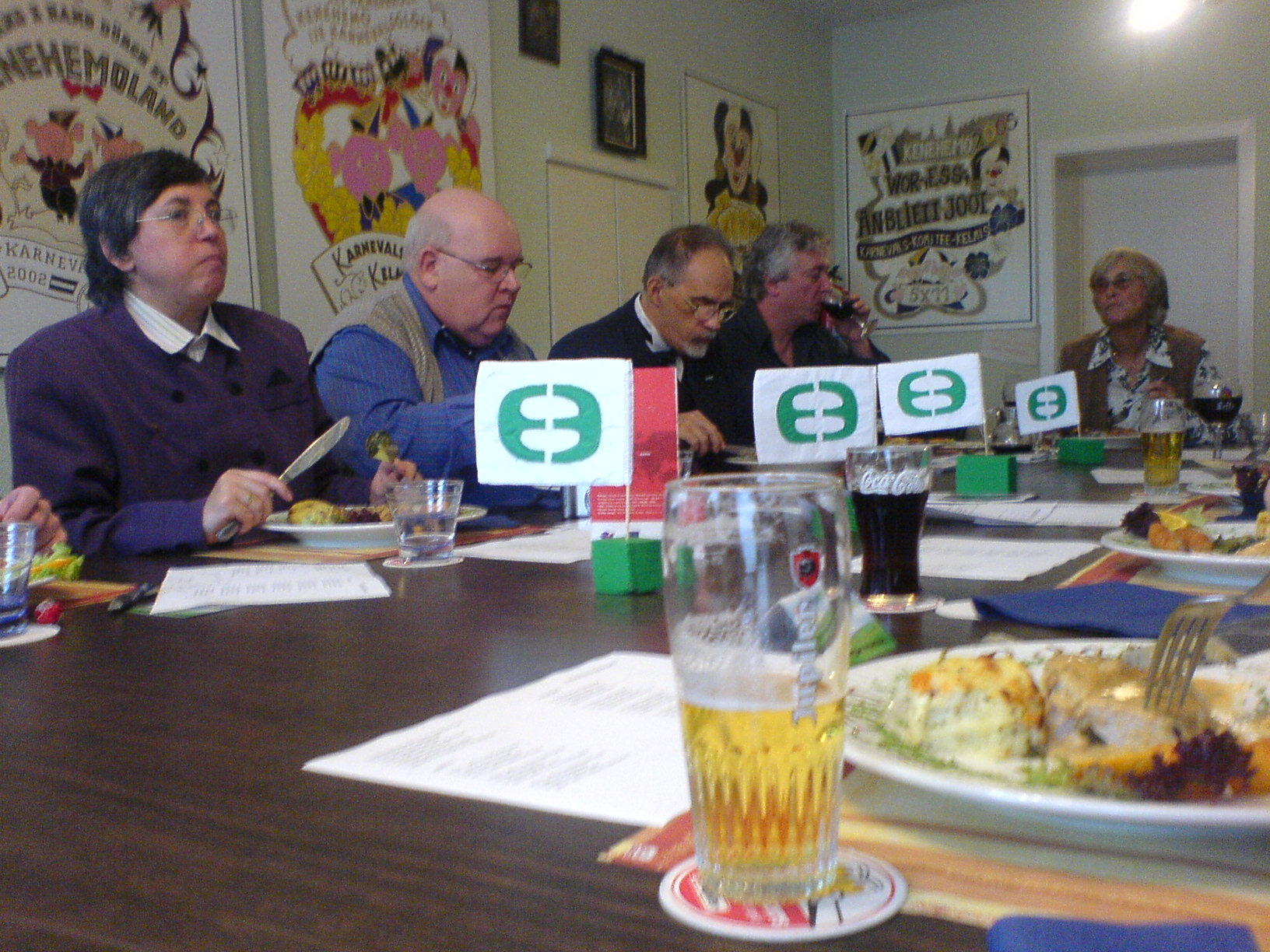
Zamenhoftag in Kelmis im Jahr 2008

Der Zamenhoftag (Esperanto Zamenhofa Tago), auch Esperantotag genannt, wird am 15. Dezember, dem Geburtstag des Esperantoschöpfers Ludwik Lejzer Zamenhof gefeiert. Es ist der meistgefeierte Feiertag der Esperanto-Kultur.  
Seit langer Zeit wird der Tag auch als Tag des Esperanto-Buches (Esperantobuchtag) bezeichnet, manchmal auch als Tag der Esperanto-Kultur. Den Vorschlag der Benennung als Esperanto-Buchtag machte schon Julio Baghy 1927.
Die Geschichte der Feier des Esperanto an Zamenhofs Geburtstag kann zum 17. Dezember 1878 zurückverfolgt werden, als er an seiner Geburtstagsfeier zu seinem 19. Geburtstag seinen Freunden seine „Lingwe uniwersala“ (Allgemeinsprache) vorstellte, die erste Version seiner internationalen Sprache. Von 1887 an entwickelte sich die Sprache zu seiner heutigen als Esperanto wahrgenommenen Form, als er mit Unterstützung seiner Frau Klara Zamenhof die „Unua Libro“ veröffentlichte.

## 2009
Der 15. Dezember 2009 markierte den 150. Jahrestag seit der Geburt Zamenhofs, und da gab es verschiedene Ereignisse zu feiern. An diesem Tag haben die Behörden in Białystok ein neues Zamenhofzentrum und eine Wissenschaftstagung eröffnet, die Laudatio zu Zamenhof hielten in New York Arnika Okrent und Humphrey Tonkin zwischen weiteren Professoren. 